# 弋阳县
弋阳县位于中国江西省东北部，隶属于上饶市、地處信江中游，東鄰橫峯縣，南接鉛山縣，西與萬年縣、貴溪市接壤，北界樂平市、德興市，縣人民政府駐南巖街道。

## 名称由来
據《今縣釋名》記載："縣治在弋水之陽，曰弋者，以水形橫斜似弋也，故而得名。

## 历史沿革
东汉建安十五年（210年），东吴析余汗县置葛阳县。
隋开皇十二年（592年），县治迁弋水之阳（今弋江镇），改名为弋阳县。
唐证圣元年（695年）分置玉山县；乾元元年（758年）分置上饶县，改属信州；永泰元年（765年）分置贵溪县。
南唐保大十一年（953年）分置铅山县。
北宋淳化五年（994年）分置宝丰县，景祐元年（1034年）宝丰县并入弋阳县，康定元年（1040年）复宝丰县，庆历三年（1043年）宝丰县又并入弋阳县，属江南东路信州。
元至元十四年（1277年）弋阳属江浙行省信州路，至正二十年（1360年）属江浙行省广信府。
明洪武四年（1371年）属江西省广信府。嘉靖三十九年（1560年）分弋阳地建兴安县（今横峰县）。
清沿明制。
民国元年（1912年）属江西豫章道。民国十五年（1926年）复直属江西省。民国二十一年（1932年）属江西省第六行政区。
1949年5月3日中国人民解放军第二野战军占领弋阳后，属赣东北行政区贵溪专区。9月，属江西省上饶专区。

## 地理
总面积为1592平方公里。
北为德兴市、乐平市，西为万年县、贵溪市，南为贵溪市，东为横峰县、铅山县。
地形南北高，中间低。北为怀玉山脉，中部为信江谷地，南为武夷山脉。
最高峰淹山，海拔1272米，位于南部与贵溪市、铅山县交界处。

## 行政区划
弋阳县下辖3个街道办事处、10个镇、4个乡：
桃源街道、花亭街道、曹溪镇、漆工镇、樟树墩镇、南岩镇、朱坑镇、圭峰镇、叠山镇、港口镇、弋江街道、三县岭镇、中畈乡、葛溪乡、湾里乡、清湖乡和旭光镇。

## 人口
根據第七次人口普查數據，截至2020年11月1日零時，弋陽縣常住人口為33.88萬人。

## 交通

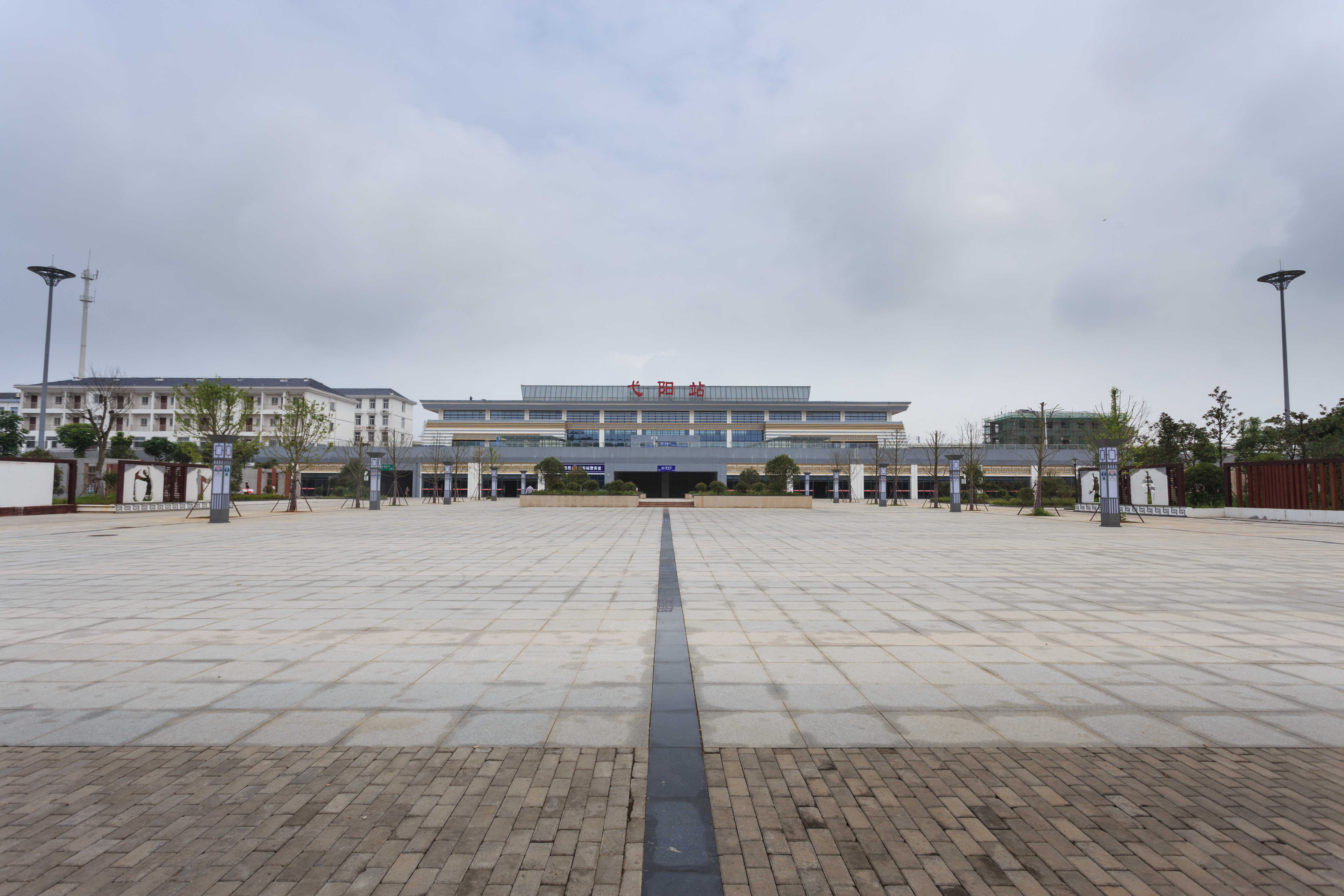
弋阳站

- 铁路：沪昆客运专线和沪昆铁路，设弋阳站
- 公路： 320国道、 353国道、 沪昆高速

## 经济
2009年，全县完成生产总值35.4亿元，实现财政总收入3.66亿元。

## 文化
- 弋阳腔

## 风景名胜

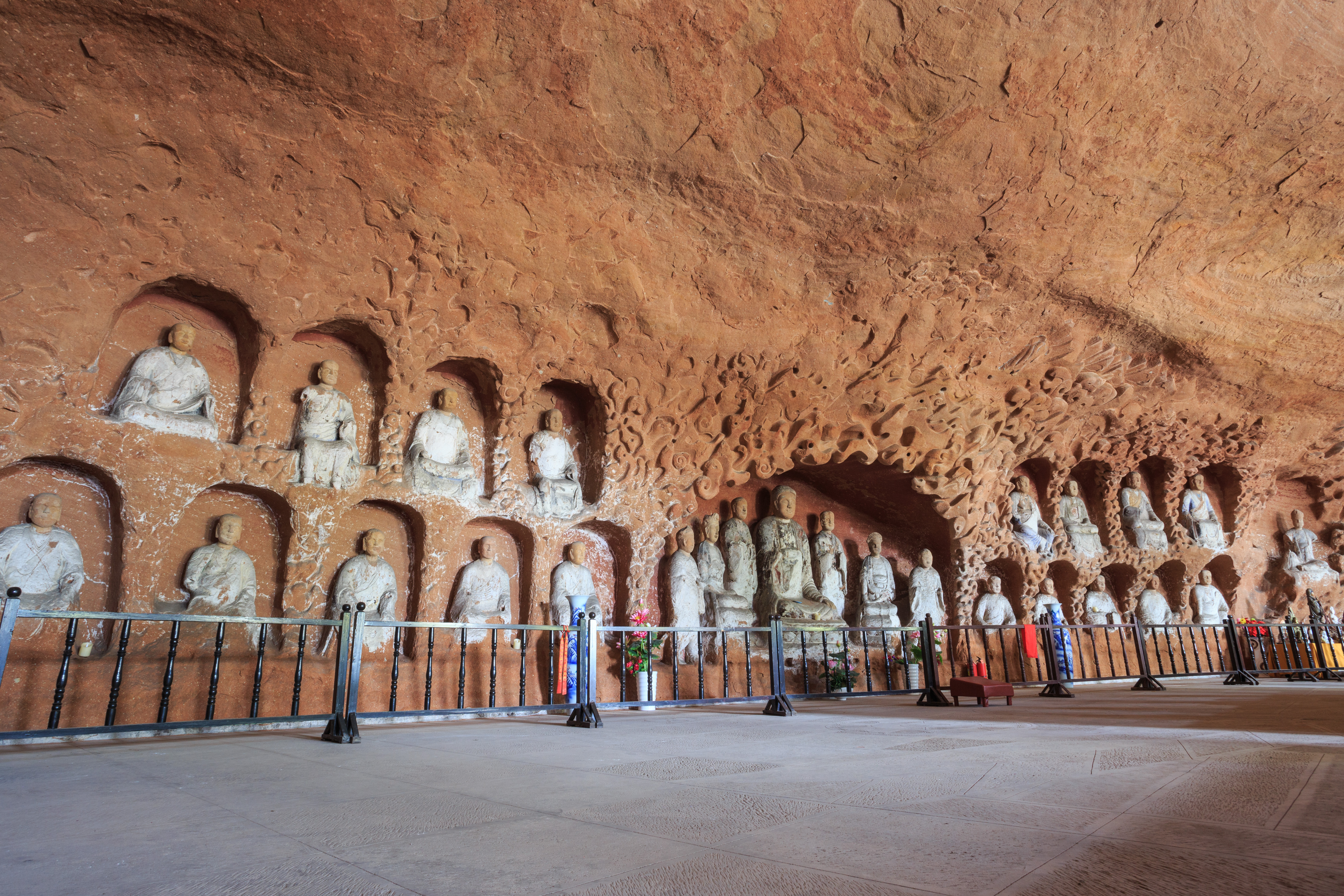
南岩寺南岩石窟

- 龟峰，位于城南，是国家重点风景名胜区，为丹霞地貌景观
- 其它丹霞地貌景观有南岩山、金鱼石、仙年寨等
- 江西省文物保护单位：叠山书院、圭峰摩崖题刻、南岩石龛、谢叠山墓

## 特产
弋阳年糕：中国地理标志产品。